# Sellamana (paratge)
Sellamana és, a part del nom d'una masia (Sellamana), una partida del terme municipal de Castell de Mur, dins de l'antic terme de Mur, al Pallars Jussà. És en territori de l'antic poble del Meüll.
Està situada a migdia de la masia i del Tros de Farmicó, a l'esquerra del barranc de la Mulla.